# Джон Мак-Юан
Джон Мак-Юан (англ. John McEwen, англ. вимова: [məˈkjuːən]; нар. 29 березня 1900, Чилтерн — пом. 20 листопада 1980, Мельбурн) — австралійський політичний діяч, 18-й Прем'єр-міністр Австралії.

## Ранні роки
Мак-Юан народився в Чилтерні, Вікторія, де його батько працював фармацевтом. Він здобував освіту у державних школах та в 15 став молодшим клерком комунального підприємства. Одразу ж по досягненню 18-річного віку він вступив на військову службу, але на фронт не потрапив, оскільки Перша світова війна завершилась, коли Джон проходив навчання. 

## Політична кар'єра
Мак-Юан був активістом у профспілці фермерів та аграрній партії. 1934 його було обрано до Палати представників. З 1937 до 1941 він обіймав посади Міністра житлового господарства, Міністра закордонних справ та одночасно Міністра оборони й Міністра цивільної авіації. 
1949 року консерватори повернули посаду Прем'єр-міністра Роберту Мензісу після восьми років у опозиції. Тоді Мак-Юан став Міністром торгівлі, пізніше – Міністром торгівлі та промисловості. Він проводив політику високого тарифного захисту для виробничої промисловості таким чином, щоб промисловість менше використовувала імпортну сировину, що принесло велику користь фермерам, але збільшило витрати промисловців. 1958 року Артур Фадден пішов у відставку з посту прем’єра, а Мак-Юан – з посту лідера партії відповідно.
Вступити на пост голови уряду Мак-Юану допомогли трагічні події. 19 грудня 1967 року Гарольда Голта, що зник за загадкових обставин, було визнано таким, що загинув. Того ж дня Генерал-губернатор Австралії Лорд Кейсі привів Мак-Юана до присяги як Прем'єр-міністра. Але всі прекрасно розуміли, що Мак-Юан буде обіймати цю посаду рівно стільки часу, скільки знадобиться  лібералам, щоб обрати нового лідера. Мак-Юану було майже 68 років, й він став найстаршим з усіх, хто будь-коли призначався на пост Прем'єр-міністра Австралії.
Довгий час вважалося, що наступником Голта на посту лідера партії стане Міністр фінансів Вільям Мак-Магон. Однак Мак-Юан розпалив кризу лідерства, коли оголосив, що він та його колеги по партії відмовляться служити у коаліції під проводом Мак-Магона. 
Деякі джерела кажуть,  що Мак-Юан особисто зневажав Мак-Магона та, ймовірно, ненавидів останнього за гомосексуальність. Але глибші суперечності між Мак-Юаном та Мак-Магоном існували у політичних поглядах, оскільки Мак-Магон був прибічником вільної торгівлі, проти якої завжди виступала Аграрна партія. 
Непримирима позиція Мак-Юана змусила Мак-Магона відмовитись від лідерства у партії й дала «зелене світло» Міністрові освіти та науки, сенаторові Джону Гортону. Останній замінив останнього на посту Прем'єр-міністра 10 січня 1968. Гортон створив формальну посаду представника Прем'єр-міністра для Джона Мак-Юана, підтверджуючи його статус в уряді. Мак-Юан пішов з парламенту на початку 1971. 
Джон Мак-Юан помер 1980 у Мельбурні у віці 80 років.

## Родина
21 вересня 1921 одружився з Енні Маклауд; вони не мали дітей. 1966. Однак 10 лютого 1967 року після тривалої хвороби вона померла. 26 липня 1968 Мак-Юан одружився з Мері Ейлін Берн, своєю секретаркою; йому на той момент було 68, а їй – 46. 